# Nonô
Nonô (* 1. Januar 1899 in Rio de Janeiro; † 24. Juli 1931 ebenda; eigentlich Claudionor Gonçalves da Silva) war ein brasilianischer Fußballspieler.
Nonô absolvierte sein einziges Länderspiel beim Campeonato Sudamericano 1921 in Buenos Aires. Gegen die argentinische Auswahl verloren die Brasilianer mit 0:1 Toren. Trotz guter Leistung wurde er nicht weiter eingesetzt. Von 1921 bis 1930 spielte er für den brasilianischen Verein Flamengo Rio de Janeiro, für den er 143 Spiele bestritt und 123 Tore erzielte.